# Apioclypea
Apioclypea es un género de hongos perteneciente a la familia Clypeosphaeriaceae. Según el esquema de 2007 de Ascomycota, la colocación en esta familia es incierta.